# 2'-O-metilación

2'-O-metil-adenosina.

La 2'-O-metilación es una modificación de los nucleósidos en el ARN, en la cual se añade un grupo metilo al grupo 2'-hidroxilo de la ribosa del nucleósido. Los nucleósidos con 2'-O-metilación se encuentran fundamentalmente en regiones funcionalmente esenciales tanto de los ribosomas como del espliceosoma. Además, la 2'-O-metilación de la adenosina en el ARN evita su edición a inosina por parte de la adenosina desaminasa.